# دون بيغ
توفيق حازب واسمه الفني دون بيڭ أو البيڭ (مواليد 1983، الدار البيضاء.) هو مغني راب مغربي، بدأ مشوراه في الهيب هوب منذ 1997 وعمره 14 عامًا.

## سيرته الفنية
احتك بفنانين كثيرين كديجي عبديل ونوري[بحاجة لمصدر] ثم كسب شهرته بعد مشاركته في البولفار. أصدر ألبومًا باسم مغاربة تال الموت (مغاربة حتى الموت) الذي يضم 24 مقطعًا، والذي أثار إعجاب كثير من الشباب وعشاق الراب المغربي يلقب الفنان أيضًا بالخاسر دليلًا على جرئته وكلماته النابية. تتطرق أغاني البيج إلى مواضيع شتى كسنوات الرصاص[بحاجة لمصدر] وحرية التعبير والتمسك بالهوية المغربية ووحدة الوطن.

## مواقفه السياسية
- في عام 2011 واجه «دون بيغ» موجة من الانتقادات بعد إصداره لأغنية «ما بغيتش» (لا أريد) في 8 أبريل من نفس العام على موقع اليوتيوب والتي اعْتُبِرَت مهاجمة مباشرة للأحزاب السياسية وحركة 20 فبراير المغربية داعيا لعدم التخريب وزعزعة استقرار بلاده[2]، ليعتبره بعض مؤيديها داعما للمخزن وسياسة الدولة الرسمية في وقت كان يشهد فيه المغرب حراكا ومظاهرات احتجاجية في جميع مدنه.[3]
- في أغسطس 2013، انتقد توفيق حازب حملة الاحتجاجات التي عرفها المغرب بسبب العفو الملكي على الإسباني دانييل غالبان المتهم بجرائم جنائية لإغتصاب أطفال فيما عرف بفضيحة دانيال مغتصب الأطفال، لجهلهم حسبه بمحاولات بعض جهات الركوب على مطالبهم وتسييس القضية.[4] وهو ما تسبب له بهجمة شرسة من قبل المجتمع المدني في المغرب خصوصا بعد أن جرى توشيحه في نفس الشهر من طرف الملك محمد السادس بالوسام العلوي من درجة قائد.[5]

## الحياة الشخصية
البيغ حاصل على الإجازة في الحقوق باللغة الفرنسية، وهو ابن أخ السياسية المغربية المنتسبة لحزب الأصالة و المعاصرة ميلودة حازب.

## كليبات
| السنة | العنوان         | المخرج        |
| ----- | --------------- | ------------- |
| 2011  | ما بغيتش        | DJ Khalid     |
| 2015  | القالب          | Final Company |
| 2015  | T-JR            |               |
| 2017  | "..."           |               |
| 2018  | 170 KG          | DBF           |
| 2019  | Psycho Wrecking | DBF           |

## وصلات خارجية
- دون بيغ على موقع ميوزك برينز (الإنجليزية)
- دون بيغ على موقع أول ميوزيك (الإنجليزية)